# Безымянная (приток Киши)
Безымянная (устар. Безымянка) — река в России, протекает по Адыгее. Устье реки находится на 3 км по левому берегу реки Киши. Длина реки — 23 км, площадь водосборного бассейна — 78,9 км².
Система водного объекта: Киша → Белая → Краснодарское водохранилище → Кубань → Азовское море.

## Данные водного реестра
По данным государственного водного реестра России относится к Кубанскому бассейновому округу, водохозяйственный участок реки — Белая, речной подбассейн реки — подбассейн отсутствует. Речной бассейн реки — Кубань.
Код объекта в государственном водном реестре — 06020001112108100004458.